# Església de la Sala
L'Església de la Sala és una església romànica de Sant Mateu de Bages inclosa a l'Inventari del Patrimoni Arquitectònic de Catalunya.

## Descripció
"Amb el caràcter de domus se'ns representa La Sala, mencionada des del segle xii i avui -transformada des del segle xvii en una simple casa de camp- en ruïna, bé que amb prou tossa per a mostrar, encara, algunes de les estances. A la capella romànica, de la Sala -dedicada a la Verge Blanca- rebé culte una imatge d'alabastre, del segle xiv, fa anys desapareguda; ja en els nostres dies, ha desaparegut, també, un dels rústics capitells de la portada, llevat per algun desaprensiu... La capella està abandonada i amenaça ruïna".
L'absis de l'esglesiola demana l'atenció, en particular.